# Ishikawajima Ne-20
El Ishikawajima Ne-20 (ネ20) es un turborreactor, el primero realizado en Japón que motorizó un avión capaz de despegar por sus propios medios, el Nakajima J9Y, un interceptor bimotor también llamado Kikka (azahar).

## Historia
Los primeros desarrollos de turborreactores en Japón llevaron a la creación del Ne-12B, un motor de flujo centrífugo. Cuando a mediados de julio de 1944 la producción en serie de este motor estaba próxima a llevarse a cabo, el comandante Eiichi Iwaya arribó a Japón procedente de Alemania. Había desembarcado en Singapur del I-29, un submarino que transportaba motores cohete así como planos detallados de los mismos, y más importante aún, también de los turborreactores alemanes.
Todo ese material se perdió cuando el I-29 fue hundido en su viaje desde Singapur hasta Japón. Tan sólo las fotografías y esquemas básicos del motor BMW 003A que el comandante Iwaya portaba consigo se salvaron. Partiendo de tan escaso material se iniciaron trabajos en cuatro motores distintos, empleando un compresor axial en sustitución del previo sistema centrífugo. Uno de esos proyectos sería el Ne-20.

### Diseño
El Ne-20 es un turborreactor basado en el BMW 003A, pero no es una copia exacta del mismo debido a la inexistencia de un modelo que copiar. Su tamaño es menor, ya que tiene aproximadamente el 75% de las dimensiones del 003A, sin embargo su compresor es de 8 etapas en lugar de las 7 del motor alemán. Algunos componentes, como los quemadores de la cámara de combustión, mantuvieron el mismo tamaño que en el 003A, pero debido al menor diámetro de la cámara, simplemente se redujo su número de 16 a 12. Del mismo modo, ciertos materiales empleados en la construcción son distintos, principalmente debido a la falta de los mismos a causa de la guerra. Por ejemplo, la carencia de níquel forzó a que los álabes de la turbina estuviesen realizados de acero aleado con manganeso, cromo y vanadio.

## Especificaciones
- Tipo: turborreactor
- Longitud: 2.750 mm
- Diámetro: 620 mm
- Peso: 450 kg
- Compresor: axial de ocho etapas
- Compresión: 3,4 a 1
- Velocidad de rotación: 11.000 rpm
- Empuje: 475-500 kg
- Consumo específico: 730-740 kg/h